# Armorial des familles basques (Got - Gur)
Cet article décrit l'armorial des familles basques par ordre alphabétique et concerne les familles dont les noms commencent par les lettres « Got » successivement jusqu’à « Gur ».

## Blasonnements

### Got
Famille Gotein (Soule) :
| Blason | Blasonnement : D'or au chêne arraché de sinople, au sanglier passant de sable brochant sur le fût. Note : Les blasonnements de cette page sont tous issus de cet ouvrage qui cite également d'autres sources. Commentaires : La salle de Gotein. |

### Gou
Famille Gouyon (Bayonne) :
| Blason | Blasonnement : De gueules à deux chaînes d'argent passées en sautoir et une onde du même en pointe ; au pal aiguisé aussi d'argent chargé de cinq flammes de gueules brochant. Devise : In Spiritu et Veritate. Note : Les blasonnements de cette page sont tous issus de cet ouvrage qui cite également d'autres sources. Commentaires : Famille bourgeoise établie à Bayonne au XVIe siècle, rue Port-de-Castets. Jean Goubert épousa Saubade de Laclau par contrat du 2 décembre 1586. |

### Goy
Famille Goya (Guipuscoa) :
| Blason | Blasonnement : D'or à l'aigle éployée de sable ; à la bordure de gueules chargée de huit besants d'argent. Note : Les blasonnements de cette page sont tous issus de cet ouvrage qui cite également d'autres sources. Commentaires : Ancienne maison noble de Zubieta, près Donostia. Cette famille essaima en Biscaye, Navarre et Aragon. Le peintre Francisco de Goya Lucientes (1746 -1828) est issu de la branche établie en Aragon, à Fuendetodos où il naquit. |

Famille Goyeneche (vallée du Baztan) :
| Blason | Blasonnement : Échiqueté d'argent et de sable (armes de la vallée). Alias : échiqueté d'argent et de gueules de quinze pièces chacun (douze tires?) ; à la bordure d'argent plain. Note : Les blasonnements de cette page sont tous issus de cet ouvrage qui cite également d'autres sources. Commentaires : Famille mentionnée à Arizkun, Azpilkueta, Irurita, Maya de Baztan et Elizondo, ainsi qu'à Ustaritz, en Labourd. |

Famille Goyeneche (Saint-Palais) :
| Blason | Blasonnement : Losangé d'argent et de gueules, à une fasce de gueules brochante. Note : Les blasonnements de cette page sont tous issus de cet ouvrage qui cite également d'autres sources. Commentaires : Armes attribuées d'office à l'Armoriai Général de 1696 (Généralité de Béarn) à noble Arnaud de Goyeneche, conseiller du roi, premier assesseur en la sénéchaussée de Navarre. |

Famille Goyenechea (vallée du Baztan) :
| Blason | Blasonnement : Échiqueté d'argent et de gueules de quinze pièces ; à la bordure d'argent plain. Note : Les blasonnements de cette page sont tous issus de cet ouvrage qui cite également d'autres sources. Commentaires : Maison à Errazu et en Pays de Cize. |

### Gra
Famille Gramont (Pays de Mixe) :
| Blason | Blasonnement : D'or au lion d'azur, armé et lampassé de gueules (armes anciennes). écartelé, au 1 d'or au lion d'azur, armé et lampassé de gueules, qui est Gramont ; aux 2 et 3, de gueules à trois flèches d'or posées en pal, empennées et armées d'argent, qui est Aster ; au 4, d'or à la levrette de gueules accolée et bouclée d'azur, à la bordure de sable chargée de huit besants d'or, qui est d'Aure ; sur le tout : de gueules à quatre otelles d'argent, qui est Comminges (armes modernes, règlement de 1747). Note : Les blasonnements de cette page sont tous issus de cet ouvrage qui cite également d'autres sources. Commentaires : Ancienne maison issue de Bergon 1er-Garcia. |

### Gre
Famille Grenier (Bayonne) :
| Blason | Blasonnement : Parti, au 1 d'azur à une fasce d'or accompagnée en chef de deux molettes et en pointe d'une vache passante, le tout du même ; au 2 d'argent au chevron de gueules accompagné de trois rocs d'échiquier de sable 2 et 1. Note : Les blasonnements de cette page sont tous issus de cet ouvrage qui cite également d'autres sources. Commentaires : N. Grenier, chevalier, lieutenant de frégate des vaisseaux du roi, fit enregistrer ses armes en 1700. |

Famille Grez (Navarre) :
| Blason | Blasonnement : De gueules à la bande d'or. Note : Les blasonnements de cette page sont tous issus de cet ouvrage qui cite également d'autres sources. Commentaires : Maison noble au lieu de Grez, dont elle prit le nom, commune de Urraûl Bajo, près de la rivière lrati. Reconnaissance de noblesse en 1553. |

### Gro
Famille Grocin (Navarre) :
| Blason | Blasonnement : De gueules au râteau d'argent. Note : Les blasonnements de cette page sont tous issus de cet ouvrage qui cite également d'autres sources. Commentaires : Palacio au lieu de ce nom, vallée de Yeni, près d'Estella. Gonzalo Pérez de Grocin portait sur son sceau, en 1328 un râteau. |

### Gue
Famille Guebide (Guipuscoa) :
| Blason | Blasonnement : D'or au chêne de sinople sommé de deux cigognes au naturel, et accompagné d'un sanglier de sable brochant sur le tronc ; à la bordure cousue d'or chargée de quatre roses de gueules, une à chaque canton. Note : Les blasonnements de cette page sont tous issus de cet ouvrage qui cite également d'autres sources. Commentaires : Maison noble à Amezketa, près de Tolosa. |

Famille Guecho (Biscaye) :
| Blason | Blasonnement : D'argent à une barre de gueules accompagnée en pointe d'un chaudron de sable ; à la bordure d'azur chargée de huit étoiles d'argent. Note : Les blasonnements de cette page sont tous issus de cet ouvrage qui cite également d'autres sources. Commentaires : Ancien lignage de la ville de Getxo, près de Bilbao, issu de la maison de Basurto. |

Famille Guendulain (Val d'Erro) :
| Blason | Blasonnement : Ecartelé, au 1 de gueules aux chaînes de Navarre d'or ; parti d'azur à deux lions rampants d'or ; au 2 d'or à trois chaudrons de gueules 2 et 1 ; au 3 aussi d'or à deux loups de sable, et une bordure de gueules chargée de douze flanchis d'or ; au 4 de gueules à la croix tréflée d'or et une bordure d'argent avec la devise Ave Maria Gratia Plena Dominus Tecum. Soit ecartelé au 1 de Mariscales, au 2 d'Ayanz, au 3 d'Asiâin, au 4 de Medrano. Note : Les blasonnements de cette page sont tous issus de cet ouvrage qui cite également d'autres sources. Commentaires : Palacio au lieu de ce nom, en Val d'Erro. |

Famille Gueranguer (Biscaye) : 
| Blason | Blasonnement : Ecartelé, aux 1 et 4 d'or à l'aigle éployée d'azur ; aux 2 et 3 parti de France et d'Angleterre. Note : Les blasonnements de cette page sont tous issus de cet ouvrage qui cite également d'autres sources. Commentaires : Famille originaire du Maine, établie en Biscaye. Attente explications sur "parti de France et d'Angleterre". |

Famille Guereta (Biscaye) :
| Blason | Blasonnement : Parti, au 1 d'azur a une bande d'or accostée de deux étoiles d'argent ; au 2 de gueules au senestrochère armé d'argent tenant une épée du même en pal, et une bordure d'or chargée de quatre flanchis de gueules. Note : Les blasonnements de cette page sont tous issus de cet ouvrage qui cite également d'autres sources. Commentaires : Maison infançonne à Cenarruza, près de Markina, où elle est connue depuis le XIVe siècle. Ochoa de Guereta est cité en 1353. Une branche établie à Oñate y prouva sa filiation avec la maison infançonne au XVIIe siècle. |

Famille Guerguetiain (Navarre) :
| Blason | Blasonnement : Écartelé, aux 1 et 4 argent au loup passant de sable ; aux 2 et 3 de gueules à une fleur de lys d'or. Note : Les blasonnements de cette page sont tous issus de cet ouvrage qui cite également d'autres sources. Commentaires : Maison noble de la vallée de Itzagaondoa. |

Famille Guerra (Guipuscoa) :
| Blason | Blasonnement : Parti, d'or à l'arbre de sinople ; de sinople à une tour d'argent. Note : Les blasonnements de cette page sont tous issus de cet ouvrage qui cite également d'autres sources. Commentaires : Les familles de ce nom sont très nombreuses. Parmi celles-ci, les Guerra, de Villareal de Urrechu, ont une filiation établie depuis Juan de Guerra, seigneur de la maison noble de Guerra, vivant en 1490. Nicolas de uerra était trésorier du roi Philippe II au début du XVIIe siècle. |

Famille Guerra (Legazpia) :
| Blason | Blasonnement : Écartelé, au 1, v armes précédentes, au 2 d'Anduaga ; au 3 Iturbe, au 4 de Yarza. Note : Les blasonnements de cette page sont tous issus de cet ouvrage qui cite également d'autres sources. Commentaires : le généalogiste Juan Carlos de Guerra appartenait à la maison Guerra, de Legazpia et Oñate, auteur notamment de Diccionario herdldico de nobleza Guipuzcoana (1910). Blasonnement confu (voir celles des familles décrites. |

Famille Guetadar (Navarre) :
| Blason | Blasonnement : D'or à six feuilles de peuplier de sinople posées cinq en sautoir et la sixième en pointe. Note : Les blasonnements de cette page sont tous issus de cet ouvrage qui cite également d'autres sources. Commentaires : Maison noble du lieu de Guetadar, dont elle prit le nom, commune de Esprogui, à l'ouest de Sangüesa. |

Famille Guetaria (Guipuscoa) :
| Blason | Blasonnement : D'or à l'arbre de sinople terrassé du même, fruité d'or, accompagné d'un sanglier passant de sable brochant au pied de l'arbre. Alias : écartelé, aux 1 et 4 de gueules à cinq feuilles de peuplier d'argent posées en sautoir ; aux 2 et 3 d'argent à la bande de sinople engoulée de deux têtes de dragons d'or. Note : Les blasonnements de cette page sont tous issus de cet ouvrage qui cite également d'autres sources. Commentaires : Maison noble de Getaria, dont elle prit le nom, à laquelle appartenait Martin de Guetaria, représentant de Charles III le Noble, roi de Navarre, au Concile de Constance (1414-1418). |

Famille Guevara (Alava) :
| Blason | Blasonnement : Écartelé, aux 1 et 4 d'or à trois bandes de gueules chargées de cotices d'argent aux mouchetures d'hermines de sable ; aux 2 et 3 de gueules à cinq feuilles de peuplier d'argent posées en sautoir. Note : Les blasonnements de cette page sont tous issus de cet ouvrage qui cite également d'autres sources,. Commentaires : Très ancien lignage considéré issu de Sancho de Guevara, conseiller du roi de Pampelune Sancho II Garcia Abarca qui régna de 970 à 995. |

Famille Guezala (Biscaye) :
| Blason | Blasonnement : D'or à l'arbre de sinople, au loup passant de sable brochant au pied de l'arbre, cantonné de quatre fleurs de lys d'azur. Note : Les blasonnements de cette page sont tous issus de cet ouvrage qui cite également d'autres sources. Commentaires : Maison infançonne au lieu de Guezala, vallée de Ceberio, à l'est de Llodio, fondée en 1100 par Ochoa Arizqui. |

### Gui
Famille Guichené (Labourd) :
| Blason | Blasonnement : D'azur au chevron d'or, accompagné de trois étoiles du même. Note : Les blasonnements de cette page sont tous issus de cet ouvrage qui cite également d'autres sources. |

Famille Guillén (Fitero) :
| Blason | Blasonnement : De sinople au château d'or accompagné à dextre d'un casque fermé d'argent, à senestre d'une épée du même et en pointe d'un loup passant aussi d'argent. Note : Les blasonnements de cette page sont tous issus de cet ouvrage qui cite également d'autres sources. Commentaires : Maisons nobles de ce nom à Obanos, Enériz, Fitero et Sanguesa. |

Famille Guillén (Sanguesa) :
| Blason | Blasonnement : Écartelé, au 1 d'argent à la croix pommelée de gueules ; aux 2 et 3 de gueules à l'arbalète d'or : au 4 d'argent au loup passant de sable. Note : Les blasonnements de cette page sont tous issus de cet ouvrage qui cite également d'autres sources. Commentaires : Maisons nobles de ce nom à Obanos, Enériz, Fitero et Sanguesa. |

### Gur
Famille Guridi (Guipuscoa) :
| Blason | Blasonnement : D'or à l'arbre de sinople, une vache de gueules, colletée et clarinée d'azur, paissant sur une terrasse de sinople, brochant au pied de l'arbre. Note : Les blasonnements de cette page sont tous issus de cet ouvrage qui cite également d'autres sources. Commentaires : Maison noble à Legazpia qui essaima à Zegama et Azpeitia. Confirmation de noblesse en 1785 en faveur de Francisco de Guridi y Lazcano, baptisé en 1757. |

Famille Gurmendi (Guipuscoa) :
| Blason | Blasonnement : De gueules au mont de trois coupeaux d'or, surmonté d'une comète d'argent, la queue brochant sur le mont. Note : Les blasonnements de cette page sont tous issus de cet ouvrage qui cite également d'autres sources. Commentaires : Maison noble à Urteta, près de Zarautz. Simon Gurmendi, seigneur de la maison de ce nom, vivant au début du XVIe siècle. |

Famille Gurpegui Francisco (val d'Arce) :
| Blason | Blasonnement : D'azur à trois têtes de loup d'or, ensanglantées de gueules. Note : Les blasonnements de cette page sont tous issus de cet ouvrage qui cite également d'autres sources. Commentaires : Maison à Gûrpegui, en Val d'Arce. Une autre maison de ce nom à Aoiz dont était Francisco José de Gurpegui y Zarzuela, chevalier de Saint-Jacques en 1702. |

Famille Gurpegui Oger (Val d'Arce) :
| Blason | Blasonnement : Écartelé, aux 1 et 4 d'azur à trois têtes de loup d'or ; aux 2 et 3 d'argent à la croix de gueules cantonnée de quatre maillons de chaîne affrontés de sable. Note : Les blasonnements de cette page sont tous issus de cet ouvrage qui cite également d'autres sources. Commentaires : Oger de Gûrpide (Gûrpegui), conseiller de la reine Leonor de Navarre, contrôleur des comptes, vivant vers 1460, fils d'Eneco Sanchiz de Gûrpide et de Maria de Ezpeleta, portait les armes ci-dessus. NOTE : Ce blasonnement est incomplet et/ou incohérent. |

Famille Gurruchaga (Guipuscoa) :
| Blason | Blasonnement : D'or au chêne de sinople fruité d'or, accosté de deux sangliers de sable appuyés contre le tronc. Note : Les blasonnements de cette page sont tous issus de cet ouvrage qui cite également d'autres sources. Commentaires : Maison noble à Zumarraga. Preuves de noblesse en 1610 Juan de Gurruchaga était contrôleur général des galères d'Espagne en 1562. |

Famille Guruceta (Guipuscoa) :
| Blason | Blasonnement : De sinople à la tour d argent sur une onde d'argent et d'azur, senestrée de deux loups passants cousus de sable l'un sur l'autre. Note : Les blasonnements de cette page sont tous issus de cet ouvrage qui cite également d'autres sources. Commentaires : Maison infançonne de Idiazabal. Lettres de confirmation de noblesse en 1778 à Valladolid. |